# Esmeralda megye
Esmeralda megye az Amerikai Egyesült Államokban, azon belül Nevada államban található. Megyeszékhelye és legnagyobb városa Goldfield. Lakosainak száma 729 fő (2020. április 1.). Esmeralda megye Mineral, Nye, Inyo és Mono megyékkel határos.

## Népesség
A megye népességének változása:
| Lakosok száma | 776  | 750  | 763  | 832  | 829  | 729  |
|               | 2010 | 2011 | 2012 | 2013 | 2015 | 2020 |